# Piper certeguiense
Piper certeguiense är en pepparväxtart som beskrevs av Trel. & Yunck.. Piper certeguiense ingår i släktet Piper och familjen pepparväxter. Inga underarter finns listade i Catalogue of Life.